# Романо Муньос, Хосе
Хосе Романо Муньос (исп. José Romano Muñoz; 9 августа 1890, Вилья-де-Кос, штат Сакатекас — 14 декабря 1967, Мехико) — мексиканский философ и педагог.
Учился у Антонио Касо, но, в противоположность своему учителю, принёсшему в Мексику бергсонианские веяния, ориентировался на феноменологию и на Ортегу-и-Гассета. Основные труды Романо — компендиум по этике «Тайна добра и зла» (исп. El secreto del bien y del mal; 1938, пятое издание 1961) и книга «В сторону экзистенциальной философии» (исп. Hacia una filosofía existencial; 1953), в которой автор критикует Сартра и Хайдеггера за обессмысливание человеческой жизни, полагая индивидуальное человеческое существование исходным пунктом философской мысли.
Значительную часть жизни посвятил педагогической работе. Осенью 1915 года, после того, как в ходе гражданской войны в Мексике контроль над столицей перешёл к сторонникам будущего президента Венустиано Каррансы, новоучреждённой Дирекцией по искусству (во главе с Луисом Мануэлем Рохасом) был назначен директором Национальной консерватории и занимал этот пост до 1917 года. C 1918 года преподавал логику, психологию, этику в Национальной подготовительной школе Национального автономного университета Мексики, в 1945—1965 гг. профессор этики факультета философии и литературы НАУМ.